# Bodkin (Familie)

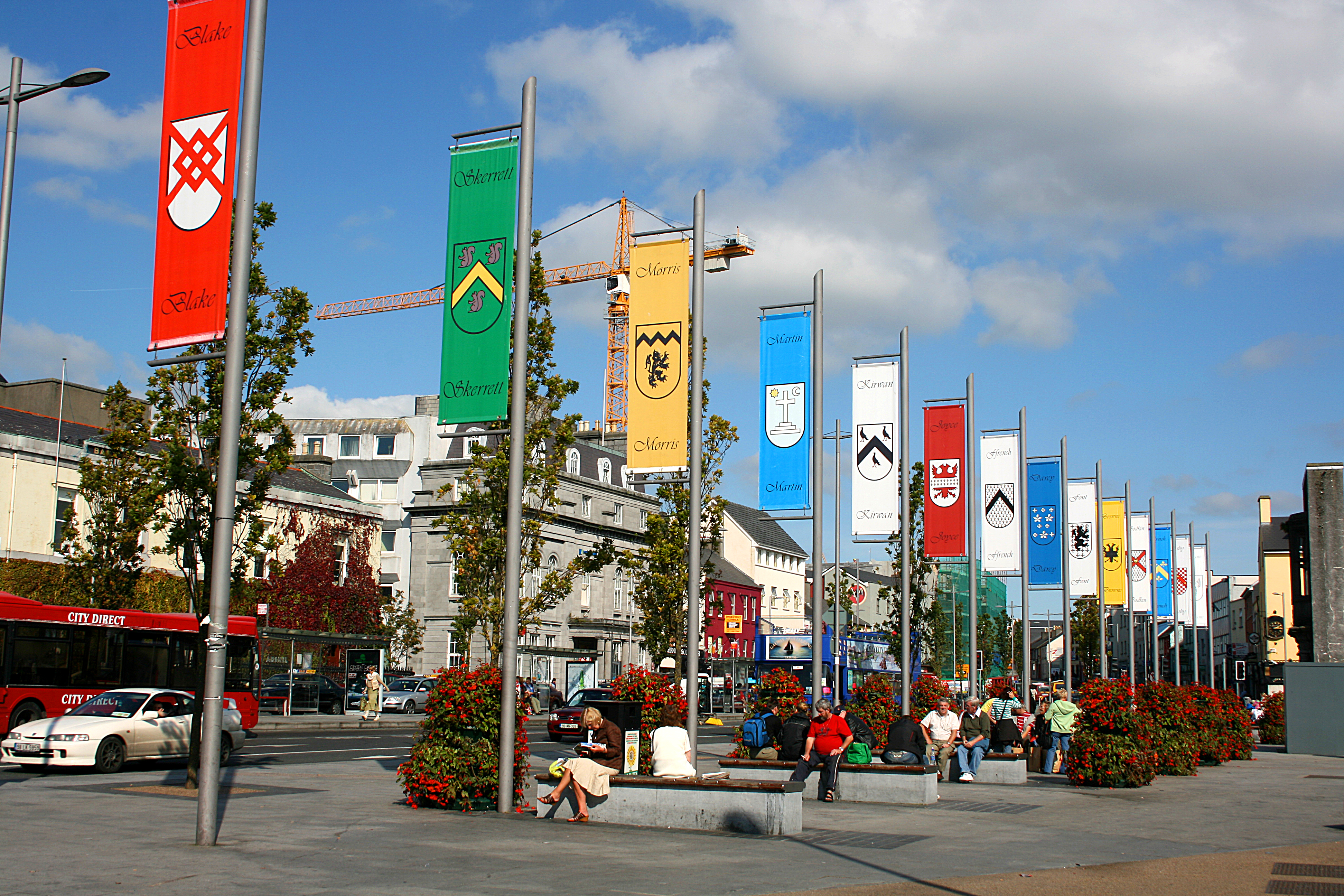
Die Fahnen der Tribes am Eyre Square

Die Bodkin-Familie aus Galway und die Grafen von Desmond und Kildare stammen von Maurice FitzGerald, Lord of Lanstephan ab. Er war einer der ersten anglonormannischen Invasoren Irlands, die 1169 auf die Insel kamen. Sein Sohn, Thomas FitzMaurice erwarb großen Besitz in Munster, wo seine Nachkommen Earls of Desmond wurden. Es ist eine jener anglo- bzw. cambro-normannischen Familien, die die Stämme von Galway (englisch Tribes of Galway) genannt werden und über Jahrhunderte den Handel, die Stadt und das Umland im irischen County Galway beherrschten. Die meisten dieser Normannen kamen nicht aus England, sondern aus Wales, weshalb sie von Mediävisten als Cambro-Normannen bezeichnet werden.
Richard, der Sohn von Thomas FitzMaurice erhielt von Richard de Burgh († 1243), der als Gründer der Stadt Galway gilt, vor 1242 beträchtliche Liegenschaften in Connacht. Sein Sohn Thomas wurde der Vorfahre der Bodkins. Im 14. Jahrhundert wurden sie zu einer der mächtigen Familien in Galway. Der Familienname Bodkin stammt etwa aus dem Jahr 1300, von einem Thomas FitzRichard, der einen irischen Ritter im Duell besiegte. Er soll dazu eine Bodkin-Spitze benutzt haben, deren Name auf das irische Wort für Dolch zurückgeht (nicht auf die engl. Bedeutung: Ahle, Pfriem etc.) und nannte sich fortan Bodkin.
Henry Bodkin, der Sohn von Thomas war während der Herrschaft Richard II. (1367–1400) städtischer Kleriker. Zu dieser Zeit gab es in Galway bereits eine Bodkin Straße oder Gasse. Die Bodkins besaßen große Liegenschaften innerhalb und außerhalb der Stadt und stellten zwei Mal den Bürgermeister.
Die Ahnenforschung ergab beim Verfolgen der Abstammung der Athys und Brownes auch Anhaltspunkte. Die Tochter von Francis Athy, Susannah, heiratete Mitte des 17. Jahrhunderts Patrick Bodkin. Ihr gemeinsamer Sohn Thomas Bodkin wurde mit Julian Browne vermählt, die während der Belagerung von Galway auf der Liste der Verräter aufgelistet wird.